# 日野吉夫
日野 吉夫（ひの よしお、1901年（明治34年）11月10日 - 1978年（昭和53年）5月27日）は、日本の政治家、社会運動家。衆議院議員、日本社会党副委員長。宮城県桃生郡二俣村（後の河北町、現在の石巻市）出身。第1次橋本内閣の郵政大臣を務めた日野市朗は長男。

## 人物
小学校を卒業後、働きながら検定試験を受験し、小学校教員の資格を取り故郷の河北町二俣で教師をする。大正14年（1925年）上京し、小学校で教鞭をとりながら日本大学の夜学に通って同大学高等師範部を卒業する。この間、社会運動に参加するようになり、日本独学青年同盟、全国労農青年同盟に参加する。昭和4年（1929年）郷里に戻り、宮城大衆党結成に参加する。昭和5年（1930年）東北の農村の窮乏が一層深刻化すると、農民運動に参加し、日本農民組合連合会、ついで全農県連合会を組織し書記長に選出される。日野は各地の小作争議の指導に当たった。さらに社会大衆党全国委員となり、昭和12年（1937年）社会大衆党から仙台市会議員に当選し、昭和20年（1945年）の終戦まで務めた。
戦後、日本社会党と日本農民組合（日農）結成に参加する。昭和22年（1947年）第23回衆議院議員総選挙に旧宮城2区から社会党公認で立候補し当選したが、GHQによって公職追放となる。追放解除後、昭和27年（1952年）第25回衆議院議員総選挙で当選し国政に復帰する。当選回数通算9回。社会党では副委員長などを歴任した。また大沼康宮城県知事、島野武仙台市長を当選させ、革新県政、革新市政を実現させるのに一役買った。